# Liste der Wappen mit dem Greif
Die Liste der Wappen mit dem Greif enthält Wappen, Embleme und Signets mit dem Greif als Wappentier oder Nebenteil.

## Landes- und Kommunalwappen

### Greif im Wappen
| Wappen                         | Ort / Gebiet                | Staat                                             | Bundesland / Woiwodschaft / Kanton / Region   | Landkreis / Bezirk / Kreisstadt  | Status                      | Verwendung/Anmerkung                                                        |
| ------------------------------ | --------------------------- | ------------------------------------------------- | --------------------------------------------- | -------------------------------- | --------------------------- | --------------------------------------------------------------------------- |
|                                | Adaincourt                  | Frankreich                                        | Grand Est                                     | Moselle                          | Gemeinde                    |                                                                             |
|                                | Agnone                      | Italien                                           | Molise                                        | Isernia                          | Gemeinde                    |                                                                             |
| Beschreibung                   | Ahlbeck                     | Deutschland                                       | Mecklenburg-Vorpommern                        | Vorpommern-Greifswald            | Ortsteil                    |                                                                             |
| Beschreibung                   | Ahrenshagen-Daskow          | Deutschland                                       | Mecklenburg-Vorpommern                        | Vorpommern-Rügen                 | Gemeinde                    |                                                                             |
|                                | Ainaži                      | Lettland                                          | Livland                                       | Salacgrīva (Bez.)                | Stadt                       |                                                                             |
| Beschreibung                   | Anklam                      | Deutschland                                       | Mecklenburg-Vorpommern                        | Vorpommern-Greifswald            | Stadt                       |                                                                             |
| Beschreibung                   | Altentreptow                | Deutschland                                       | Mecklenburg-Vorpommern                        | Mecklenburgische Seenplatte      | Stadt                       |                                                                             |
| Beschreibung                   | Amedorf                     | Deutschland                                       | Niedersachsen                                 | Region Hannover                  | Ortsteil                    |                                                                             |
|                                | Babócsa                     | Ungarn                                            | Somogy                                        | Barcs                            | Gemeinde                    |                                                                             |
| Beschreibung                   | Bad Doberan                 | Deutschland                                       | Mecklenburg-Vorpommern                        | (Bad Doberan)                    | ehemaliger Landkreis        |                                                                             |
| Beschreibung                   | Balzers                     | Liechtenstein                                     | Oberland                                      |                                  | Gemeinde                    |                                                                             |
|                                | Banie                       | Polen                                             | Westpommern                                   | Gryfiński                        | Stadt                       |                                                                             |
| Beschreibung                   | Bentwisch                   | Deutschland                                       | Mecklenburg-Vorpommern                        | Rostock                          | Gemeinde                    |                                                                             |
|                                | Bergün Filisur              | Schweiz                                           | Graubünden                                    | Albula                           | Gemeinde                    |                                                                             |
|                                | Białogard                   | Polen                                             | Westpommern                                   | Białogardzki                     | Stadt                       |                                                                             |
|                                | Białogard (Pow.)            | Polen                                             | Westpommern                                   | Białogardzki                     | Powiat                      |                                                                             |
|                                | Białogard (Gmina)           | Polen                                             | Westpommern                                   | Białogardzki                     | Landgemeinde                |                                                                             |
|                                | Bisamberg                   | Österreich                                        | Niederösterreich                              | Korneuburg                       | Marktgemeinde               |                                                                             |
|                                | Bjarkøy                     | Norwegen                                          | Nord-Norge                                    | Troms                            | Kommune                     |                                                                             |
|                                | Bodilis                     | Frankreich                                        | Bretagne                                      | Finistère                        | Stadt                       |                                                                             |
|                                | Bozkov                      | Tschechien                                        | Reichenberger Region                          | Semily                           | Gemeinde                    |                                                                             |
| Beschreibung                   | Broderstorf                 | Deutschland                                       | Mecklenburg-Vorpommern                        | Rostock                          | Gemeinde                    |                                                                             |
| Beschreibung                   | Bruckberg                   | Deutschland                                       | Bayern                                        | Landshut                         | Gemeinde                    |                                                                             |
|                                | Brzesko                     | Polen                                             | Kleinpolen                                    | Brzeski                          | Stadt                       |                                                                             |
|                                | Brzesko (Pow.)              | Polen                                             | Kleinpolen                                    | Brzeski                          | Powiat                      |                                                                             |
| Beschreibung                   | Buchhofen                   | Deutschland                                       | Bayern                                        | Deggendorf                       | Gemeinde                    |                                                                             |
|                                | Bytów (Pow.)                | Polen                                             | Pommern                                       | Bytów                            | Powiat                      |                                                                             |
| Beschreibung                   | Casekow                     | Deutschland                                       | Brandenburg                                   | Uckermark                        | Gemeinde                    |                                                                             |
|                                | Chojnicki (Pow.)            | Polen                                             | Pommern                                       | Cjojnice                         | Powiat                      |                                                                             |
|                                | Choulex                     | Schweiz                                           | Genf                                          | -                                | Politische Gemeinde         |                                                                             |
| Beschreibung                   | Clausen                     | Deutschland                                       | Rheinland-Pfalz                               | Südwestpfalz                     | Ortsgemeinde                |                                                                             |
|                                | Corcelles-près-Concise      | Schweiz                                           | Waadt                                         | Jura-Nord vaudois                | Politische Gemeinde         |                                                                             |
|                                | Czarna Dąbrówka             | Polen                                             | Pommern                                       | Bytów                            | Gemeinde                    |                                                                             |
| Beschreibung                   | Dargun                      | Deutschland                                       | Mecklenburg-Vorpommern                        | Mecklenburgische Seenplatte      | Landstadt                   |                                                                             |
|                                | Darłowo                     | Polen                                             | Westpommern                                   | Sławieński                       | Stadt                       |                                                                             |
|                                | Dębica                      | Polen                                             | Karpatenvorland                               | Dębicki                          | Stadt                       |                                                                             |
|                                | Dębica (Pow.)               | Polen                                             | Karpatenvorland                               | Dębicki                          | Powiat                      |                                                                             |
|                                | Dębica (Gmina)              | Polen                                             | Karpatenvorland                               | Dębicki                          | Landgemeinde                |                                                                             |
| Beschreibung                   | Demmin                      | Deutschland                                       | Mecklenburg-Vorpommern                        | Mecklenburgische Seenplatte      | Stadt                       |                                                                             |
| Beschreibung                   | Demmin                      | Deutschland                                       | Mecklenburg-Vorpommern                        | -                                | ehemaliger Landkreis        |                                                                             |
|                                | Diano Arentino              | Italien                                           | Ligurien                                      | Imperia                          | Gemeinde                    |                                                                             |
|                                | Diano Castello              | Italien                                           | Ligurien                                      | Imperia                          | Gemeinde                    |                                                                             |
|                                | Diano Marina                | Italien                                           | Ligurien                                      | Imperia                          | Ort                         |                                                                             |
|                                | Diano San Pietro            | Italien                                           | Ligurien                                      | Imperia                          | Gemeinde                    |                                                                             |
|                                | Dippach                     | Luxemburg                                         | -                                             | Capellen                         | Gemeinde                    |                                                                             |
|                                | Dobra                       | Polen                                             | Westpommern                                   | Łobeski                          | Stadt                       |                                                                             |
|                                | Donath GR                   | Schweiz                                           | Graubünden                                    | Hinterrhein                      | Gemeinde                    | bis 2003                                                                    |
| Beschreibung                   | Donat GR                    | Schweiz                                           | Graubünden                                    | Hinterrhein                      | Gemeinde                    |                                                                             |
|                                | Dozza                       | Italien                                           | Emilia-Romagna                                | Bologna (Metropolitanstadt)      | Gemeinde                    |                                                                             |
| Beschreibung                   | Ducherow                    | Deutschland                                       | Mecklenburg-Vorpommern                        | Vorpommern-Greifswald            | Gemeinde                    |                                                                             |
| Beschreibung                   | Eggesin                     | Deutschland                                       | Mecklenburg-Vorpommern                        | Vorpommern-Greifswald            | Stadt                       |                                                                             |
| Beschreibung                   | Enzenkirchen                | Österreich                                        | Oberösterreich                                | Schärding                        | Gemeinde                    |                                                                             |
| Beschreibung                   | Esting                      | Deutschland                                       | Bayern                                        | Fürstenfeldbruck                 | Ortsteil                    |                                                                             |
| Beschreibung                   | Feldis/Veulden              | Schweiz                                           | Graubünden                                    | Hinterrhein                      | Gemeinde                    |                                                                             |
| Beschreibung                   | Fensterbach                 | Deutschland                                       | Bayern                                        | Schwandorf                       | Gemeinde                    |                                                                             |
|                                | Filisur                     | Schweiz                                           | Graubünden                                    | Albula                           | Gemeinde                    |                                                                             |
| Beschreibung                   | Franzburg                   | Deutschland                                       | Mecklenburg-Vorpommern                        | Vorpommern-Rügen                 | Stadt                       |                                                                             |
| Beschreibung                   | Freystadt                   | Deutschland                                       | Bayern                                        | Neumarkt/Oberpfalz               | Stadt                       |                                                                             |
|                                | Furdenheim                  | Frankreich                                        | Grand Est                                     | Bas-Rhin                         | Gemeinde                    |                                                                             |
|                                | Ganna                       | Ungarn                                            | Veszprém                                      | Pápa                             | Gemeinde                    |                                                                             |
| Beschreibung                   | Garz/Rügen                  | Deutschland                                       | Mecklenburg-Vorpommern                        | Vorpommern-Rügen                 | Stadt                       |                                                                             |
| Beschreibung                   | Gartz (Oder)                | Deutschland                                       | Brandenburg                                   | Uckermark                        | Landstadt                   |                                                                             |
|                                | Gartz (Oder)                | Deutschland                                       | Brandenburg                                   | Angermünde                       | Landstadt                   | bis 1992                                                                    |
| Beschreibung                   | Gattendorf                  | Österreich                                        | Burgenland                                    | Neusiedl am See                  | Gemeinde                    |                                                                             |
| Beschreibung                   | Geising                     | Deutschland                                       | Sachsen                                       | Sächsische Schweiz-Osterzgebirge | Stadt                       |                                                                             |
| Beschreibung                   | Gerlos                      | Österreich                                        | Tirol                                         | Schwaz                           | Gemeinde                    |                                                                             |
| aktuell                        | Golczewo                    | Polen                                             | Westpommern                                   | Kamieński                        | Stadt                       |                                                                             |
|                                | Gniewino                    | Polen                                             | Pommern                                       | Wejherowo                        | Gemeinde                    |                                                                             |
| Beschreibung                   | Grafenau                    | Deutschland                                       | Bayern                                        | –                                | ehemaliger Landkreis        |                                                                             |
| Beschreibung                   | Grafendorf bei Hartberg     | Österreich                                        | Steiermark                                    | Hartberg-Fürstenfeld             | Marktgemeinde               |                                                                             |
| Beschreibung                   | Greifenburg                 | Österreich                                        | Kärnten                                       | Spittal an der Drau              | Stadt                       |                                                                             |
| Beschreibung                   | Greifensee ZH               | Schweiz                                           | Zürich                                        | Uster                            | Gemeinde                    |                                                                             |
|                                | Greiffenberg                | Deutschland                                       | Brandenburg                                   | Uckermark                        | Ortsteil (von Angermünde)   |                                                                             |
| Beschreibung                   | Greifswald                  | Deutschland                                       | Mecklenburg-Vorpommern                        | Vorpommern-Greifswald            | Stadt                       |                                                                             |
| Beschreibung                   | Griffen                     | Österreich                                        | Kärnten                                       | Völkermarkt                      | Markt                       | mit Greifenkralle                                                           |
| Beschreibung                   | Grimmen                     | Deutschland                                       | Mecklenburg-Vorpommern                        | Vorpommern-Rügen                 | Stadt                       |                                                                             |
| Beschreibung                   | Grosseto                    | Italien                                           | Toskana                                       | Grosseto                         | Stadt                       |                                                                             |
| Beschreibung                   | Großhöflein                 | Österreich                                        | Burgenland                                    | Eisenstadt-Umgebung              | Markt                       |                                                                             |
| Beschreibung                   | Groß-Siegharts              | Österreich                                        | Niederösterreich                              | Waidhofen/Thaya                  | Stadtgemeinde               | zwei Greifen                                                                |
|                                | Gryfice                     | Polen                                             | Westpommern                                   | Gryficki                         | Stadt                       |                                                                             |
|                                | Gryfice (Pow.)              | Polen                                             | Westpommern                                   | Gryficki                         | Powiat                      |                                                                             |
|                                | Gryfino                     | Polen                                             | Westpommern                                   | Gryfiński                        | Stadt                       |                                                                             |
|                                | Gryfino (Pow.)              | Polen                                             | Westpommern                                   | Gryfiński                        | Powiat                      |                                                                             |
|                                | Gryfów Śląski               | Polen                                             | Niederschlesien                               | Lwówecki                         | Stadt                       |                                                                             |
|                                | Hanches                     | Frankreich                                        | Centre-Val de Loire                           | Eure-et-Loir                     | Gemeinde                    |                                                                             |
|                                | Hévíz                       | Ungarn                                            | Westtransdanubien                             | Zala                             | Stadt                       |                                                                             |
| Beschreibung                   | Hiddenhausen                | Deutschland                                       | Nordrhein-Westfalen                           | Herford                          | Gemeinde                    |                                                                             |
| Beschreibung                   | Hochdorf                    | Deutschland                                       | Baden-Württemberg                             | zu Freiburg im Breisgau          | Stadtteil                   |                                                                             |
| Beschreibung                   | Holsen                      | Deutschland                                       | Nordrhein-Westfalen                           | Herford                          | Stadtteil (von Bünde)       |                                                                             |
| Beschreibung                   | Holzappel                   | Deutschland                                       | Rheinland-Pfalz                               | Rhein-Lahn-Kreis                 | Gemeinde                    | vgl. Grafschaft Holzappel                                                   |
|                                | Holzelfingen                | Deutschland                                       | Baden-Württemberg                             | Reutlingen                       | Ortsteil (von Lichtenstein) |                                                                             |
|                                | Hradec nad Svitavou         | Tschechien                                        | Pardubický kraj                               | Okres Svitavy                    | Gemeinde                    | (deutsch: Greifendorf)                                                      |
| Beschreibung                   | Innervillgraten             | Österreich                                        | Tirol                                         | Lienz (Osttirol)                 | Gemeinde                    |                                                                             |
|                                | Jarmen                      | Deutschland                                       | Mecklenburg-Vorpommern                        | Vorpommern-Greifswald            | Stadt                       |                                                                             |
|                                | Jaunjelgava                 | Lettland                                          | Semgallen                                     | Jaunjelgava                      | Stadt                       |                                                                             |
|                                | Jaunjelgava (Bez.)          | Lettland                                          | Semgallen                                     | Jaunjelgava                      | Bezirk                      |                                                                             |
|                                | Jelgava (Mitau)             | Lettland                                          | Semgallen                                     | Republik-Stadt                   | Stadt                       |                                                                             |
| Beschreibung                   | Jengen                      | Deutschland                                       | Bayern                                        | Ostallgäu                        | Gemeinde                    | mit Greifenlöwe                                                             |
|                                | Kamieński                   | Polen                                             | Westpommern                                   | Kamieński                        | Powiat                      |                                                                             |
|                                | Karlsburg (Vorpommern)      | Deutschland                                       | Mecklenburg-Vorpommern                        | Vorpommern-Greifswald            | Gemeinde                    |                                                                             |
|                                | Karpatenvorland             | Polen                                             | Karpatenvorland                               | -                                | Woiwodschaft                |                                                                             |
| Beschreibung                   | Kartuzy                     | Polen                                             | Pommern                                       | Kartuzy                          | Stadt                       |                                                                             |
|                                | Kartuski (Pow.)             | Polen                                             | Pommern                                       | Kartuzy                          | Powiat                      |                                                                             |
|                                | Kayl                        | Luxemburg                                         | Esch an der Alzette                           | Esch an der Alzette              | Gemeinde                    |                                                                             |
| Beschreibung                   | Kella                       | Deutschland                                       | Thüringen                                     | Eichsfeld                        | Gemeinde                    |                                                                             |
|                                | Kępice                      | Polen                                             | Pommern                                       | Słupski                          | Stadt                       |                                                                             |
|                                | Kis-Küküllö                 | Königreich Ungarn                                 | -                                             | Siebenbürgen                     | (historisches) Komitat      | 1876–1950                                                                   |
|                                | Kołbaskowo                  | Polen                                             | Westpommern                                   | Policki                          | Landgemeinde                |                                                                             |
|                                | Kołobrzeski                 | Polen                                             | Westpommern                                   | Kołobrzeski                      | Powiat                      |                                                                             |
|                                | Kościerski                  | Polen                                             | Pommern                                       | Kościerski                       | Powiat                      |                                                                             |
|                                | Koszalin                    | Polen                                             | Westpommern                                   | Koszaliński (nur Sitz)           | Kreisfreie Stadt            |                                                                             |
|                                | Koszalin (Pow.)             | Polen                                             | Westpommern                                   | Koszaliński                      | Powiat                      |                                                                             |
| Beschreibung                   | Kraftisried                 | Deutschland                                       | Bayern                                        | Ostallgäu                        | Gemeinde                    |                                                                             |
| Beschreibung                   | Krim                        | Ukraine                                           | Krim                                          | -                                | Republik und Halbinsel      | seit 1992, Wappen der Republik Krim (Sezessionsregion) (2014) ist identisch |
| Beschreibung                   | Kritzmow                    | Deutschland                                       | Mecklenburg-Vorpommern                        | Rostock                          | Gemeinde                    |                                                                             |
|                                | Kujawien-Pommern            | Polen                                             | Kujawien-Pommern                              | -                                | Woiwodschaft                |                                                                             |
| Beschreibung                   | Landensberg                 | Deutschland                                       | Bayern                                        | Günzburg                         | Gemeinde                    |                                                                             |
| Beschreibung                   | Langenzersdorf              | Österreich                                        | Niederösterreich                              | Korneuburg                       | Marktgemeinde               |                                                                             |
|                                | Laranjeiro                  | Portugal                                          | Lisboa                                        | Setúbal                          | Gemeinde                    | zwei Greifen                                                                |
|                                | Łeba                        | Polen                                             | Pommern                                       | Lęborski                         | Stadt                       |                                                                             |
|                                | Łeba (Powiat)               | Polen                                             | Pommern                                       | Lęborski                         | Powiat                      |                                                                             |
|                                | Łęczyński (Powiat)          | Polen                                             | Lublin                                        | Łęczna                           | Powiat                      |                                                                             |
| Beschreibung                   | Leinsweiler                 | Deutschland                                       | Rheinland-Pfalz                               | Südliche Weinstraße              | Ortsgemeinde                | (unsicher)                                                                  |
| Beschreibung                   | Leobendorf                  | Österreich                                        | Niederösterreich                              | Korneuburg                       | Marktgemeinde               |                                                                             |
| Beschreibung                   | Leonding                    | Österreich                                        | Oberösterreich                                | Linz-Land                        | Stadt                       |                                                                             |
|                                | Lettgallen                  | Lettland                                          | Lettgallen                                    | -                                | Region                      |                                                                             |
| Beschreibung                   | Lettland                    | Lettland                                          | –                                             | -                                | Staat                       | seit 1918, (Gesamtübersicht)                                                |
| Beschreibung                   | Leuk                        | Schweiz                                           | Wallis                                        | Leuk                             | Burgergemeinde              |                                                                             |
|                                | Leukerbad                   | Schweiz                                           | Wallis                                        | Leuk                             | Gemeinde                    |                                                                             |
|                                | Lubaczowski (Pow.)          | Polen                                             | Karpatenvorland                               | Lubaczów                         | Powiat                      |                                                                             |
| Beschreibung                   | Magdalensberg               | Österreich                                        | Kärnten                                       | Klagenfurt-Land                  | Marktgemeinde               |                                                                             |
|                                | Malmö                       | Schweden                                          | Malmö                                         | (Malmö)                          | Stadt                       |                                                                             |
|                                | Malmöhus län                | Schweden                                          | Malmöhus län                                  | -                                | Län                         | bis 1997                                                                    |
|                                | Marianowo                   | Polen                                             | Westpommern                                   | Stargardzki                      | Stadt                       |                                                                             |
| Beschreibung                   | Marlow                      | Deutschland                                       | Mecklenburg-Vorpommern                        | Vorpommern-Rügen                 | Stadt                       |                                                                             |
| Beschreibung                   | Mecklenburg                 | Deutschland                                       | Mecklenburg                                   |                                  | Historisches Territorium    |                                                                             |
| Beschreibung                   | Mecklenburgische Seenplatte | Deutschland                                       | Mecklenburg-Vorpommern                        | Neubrandenburg                   | Landkreis                   |                                                                             |
| Beschreibung                   | Mecklenburg-Vorpommern      | Deutschland                                       | Mecklenburg-Vorpommern                        | -                                | Bundesland                  |                                                                             |
|                                | Mertert                     | Luxemburg                                         | -                                             | Grevenmacher                     | Gemeinde                    |                                                                             |
| Beschreibung                   | Merzalben                   | Deutschland                                       | Rheinland-Pfalz                               | Südliche Weinstraße              | Ortsgemeinde                |                                                                             |
|                                | Miastko                     | Polen                                             | Pommern                                       | Bytowski                         | Stadt                       |                                                                             |
| Beschreibung                   | Middelhagen                 | Deutschland                                       | Mecklenburg-Vorpommern                        | Vorpommern-Rügen                 | Gemeinde                    |                                                                             |
|                                | Mielecki (Pow.)             | Polen                                             | Karpatenvorland                               | Mielec                           | Powiat                      |                                                                             |
| Beschreibung                   | Mörschwil                   | Schweiz                                           | St. Gallen                                    | Rorschach                        | Politische Gemeinde         |                                                                             |
| (Eisenhutfeh belegt mit Greif) | Montaigu                    | Frankreich                                        | Pays de la Loire                              | Vendée                           | Ortschaft                   |                                                                             |
|                                | Montepulciano               | Italien                                           | Toskana                                       | Siena                            | Stadt                       |                                                                             |
| Beschreibung                   | Mühldorf (Waldviertel)      | Österreich                                        | Niederösterreich                              | Krems-Land                       | Marktgemeinde               |                                                                             |
| Beschreibung                   | Neckarzimmern               | Deutschland                                       | Baden-Württemberg                             | Neckar-Odenwald                  | Gemeinde                    |                                                                             |
| Beschreibung                   | Neuburg am Inn              | Deutschland                                       | Bayern                                        | Passau                           | Gemeinde                    |                                                                             |
|                                | Neuburg am Inn              | Deutschland                                       | Bayern                                        | Passau                           | Gemeinde                    | bis 1972                                                                    |
| Beschreibung                   | Neuhaus am Inn              | Deutschland                                       | Bayern                                        | Passau                           | Gemeinde                    |                                                                             |
| Beschreibung                   | Niederorschel               | Deutschland                                       | Thüringen                                     | Eichsfeld                        | Gemeinde                    |                                                                             |
| Beschreibung                   | Noville                     | Schweiz                                           | Waadt                                         | Aigle                            | Politische Gemeinde         |                                                                             |
|                                | Nordvorpommern              | Deutschland                                       | Mecklenburg-Vorpommern                        | Nordvorpommern                   | ehemaliger Landkreis        | 1997–2011                                                                   |
|                                | Nowe Warpno                 | Polen                                             | Westpommern                                   | Policki                          | Stadt                       |                                                                             |
|                                | Obbornhofen                 | Deutschland                                       | Hessen                                        | Gießen                           | Stadtteil (von Hungen)      |                                                                             |
|                                | Okonek                      | Polen                                             | Großpolen                                     | Złotowski                        | Stadt                       |                                                                             |
|                                | Ooststellingwerf            | Niederlande                                       | Friesland                                     | -                                | Gemeinde                    | siehe auch Weststellingwerf                                                 |
|                                | Östergötland                | Schweden                                          | Östergötlands län                             | Großstockholm                    | Län                         |                                                                             |
|                                | Ostvorpommern               | Deutschland                                       | Mecklenburg-Vorpommern                        | Ostvorpommern                    | ehemaliger Landkreis        |                                                                             |
|                                | Parchowo                    | Polen                                             | Pommern                                       | Bytów                            | Gemeinde                    |                                                                             |
| Beschreibung                   | Pasewalk                    | Deutschland                                       | Mecklenburg-Vorpommern                        | Vorpommern-Greifswald            | Stadt                       |                                                                             |
| Beschreibung                   | Penkun                      | Deutschland                                       | Mecklenburg-Vorpommern                        | Vorpommern-Greifswald            | Stadt                       |                                                                             |
|                                | Perugia                     | Italien                                           | Umbrien                                       | Perugia                          | Stadt                       |                                                                             |
|                                | Provinz Perugia             | Italien                                           | Umbrien                                       | -                                | Provinz                     |                                                                             |
| Beschreibung                   | Petersberg                  | Deutschland                                       | Rheinland-Pfalz                               | Südliche Weinstraße              | Ortsgemeinde                |                                                                             |
|                                | Pfulgriesheim               | Frankreich                                        | Grand Est                                     | Bas-Rhin                         | Gemeinde                    |                                                                             |
|                                | Płoty                       | Polen                                             | Westpommern                                   | Gryficki                         | Stadt                       |                                                                             |
|                                | Polanów                     | Polen                                             | Westpommern                                   | Koszaliński                      | Stadt                       |                                                                             |
| Beschreibung                   | Pölchow                     | Deutschland                                       | Mecklenburg-Vorpommern                        | Rostock                          | Gemeinde                    |                                                                             |
| Beschreibung                   | Police                      | Polen                                             | Westpommern                                   | Policki                          | Stadt                       |                                                                             |
|                                | Policki                     | Polen                                             | Westpommern                                   | Policki                          | Powiat                      |                                                                             |
|                                | Pomerode                    | Brasilien                                         | Região Sul                                    | Santa Catarina                   | Gemeinde                    |                                                                             |
|                                | Wappen Pommerns             | Pommerscher Greif                                 | -                                             | Pommern                          | Landschaft                  |                                                                             |
|                                | Herzogtum Pommern           | -                                                 | -                                             | -                                | historisches Herzogtum      |                                                                             |
|                                | Pommern                     | Preußen                                           | Pommern                                       | -                                | historische Provinz         | (siehe auch Mittleres Wappen Preußens/8. Herzogtum Pommern)                 |
|                                | Pommerellsche Woiwodschaft  | Zweite Polnische Republik                         | -                                             | Torun                            | historische Woiwodschaft    |                                                                             |
|                                | Pommern                     | Polen                                             | Pommern                                       | -                                | Woiwodschaft                |                                                                             |
|                                | Potęgowo                    | Polen                                             | Westpommern                                   | Słupski                          | Gemeinde                    |                                                                             |
| Beschreibung                   | Prem                        | Deutschland                                       | Bayern                                        | Weilheim-Schongau                | Gemeinde                    | mit Greifenlöwe                                                             |
| Beschreibung                   | Putbus                      | Deutschland                                       | Mecklenburg-Vorpommern                        | Vorpommern-Rügen                 | Stadt                       |                                                                             |
|                                | Puy-de-Dôme                 | Frankreich                                        | Auvergne-Rhône-Alpes                          | Clermont-Ferrand (Hauptort)      | Département                 |                                                                             |
|                                | Pyrzyce                     | Polen                                             | Westpommern                                   | Pyrzycki                         | Stadt                       |                                                                             |
|                                | Pyrzyce (Pow.)              | Polen                                             | Westpommern                                   | Pyrzycki                         | Powiat                      |                                                                             |
| Beschreibung                   | Reinhartshofen              | Deutschland                                       | Bayern                                        | Augsburg                         | Ortsteil                    |                                                                             |
|                                | Rēzekne (Rositten)          | Lettland                                          | Lettgallen                                    | Republik-Stadt                   | Stadt                       |                                                                             |
|                                | Ribnitz                     | Deutsches Reich / Deutsche Demokratische Republik | Mecklenburg-Strelitz / Mecklenburg-Vorpommern | Landkreis Rostock                | ehemalige Stadt             | bis zum Zusammenschluss mit Damgarten zur Stadt Ribnitz-Damgarten           |
| Beschreibung                   | Ribnitz-Damgarten           | Deutschland                                       | Mecklenburg-Vorpommern                        | Vorpommern-Rügen                 | Stadt                       |                                                                             |
|                                | Rodalben                    | Deutschland                                       | Rheinland-Pfalz                               | Südwestpfalz                     | Stadt                       |                                                                             |
| Beschreibung                   | Verbandsgemeinde Rodalben   | Deutschland                                       | Rheinland-Pfalz                               | Südwestpfalz                     | Verbandsgemeinde            |                                                                             |
| Beschreibung                   | Rostock                     | Deutschland                                       | Mecklenburg-Vorpommern                        | (Rostock)                        | Kreisfreie Stadt            |                                                                             |
| Beschreibung                   | Landkreis Rostock           | Deutschland                                       | Mecklenburg-Vorpommern                        | (Güstrow)                        | Landkreis                   |                                                                             |
|                                | Rövershagen                 | Deutschland                                       | Mecklenburg-Vorpommern                        | Rostock                          | Gemeinde                    |                                                                             |
| Beschreibung                   | Rot an der Rot              | Deutschland                                       | Baden-Württemberg                             | Biberach                         | Gemeinde                    |                                                                             |
| Beschreibung                   | Ründeroth                   | Deutschland                                       | Nordrhein-Westfalen                           | Oberbergischer Kreis             | Ortsteil                    |                                                                             |
|                                | Saint-Brieuc                | Frankreich                                        | Bretagne                                      | Côtes-d’Armor                    | Stadt                       |                                                                             |
|                                | Saint-Julien-en-Genevois    | Frankreich                                        | Auvergne-Rhône-Alpes                          | Haute-Savoie                     | Gemeinde                    |                                                                             |
|                                | Sajansk                     | Russland                                          | Sibirien                                      | Irkutsk                          | Stadt                       |                                                                             |
| Beschreibung                   | Scheibenberg                | Deutschland                                       | Sachsen                                       | Erzgebirgskreis                  | Stadt                       |                                                                             |
|                                | Schengen                    | Luxemburg                                         | Remich                                        | -                                | Gemeinde                    |                                                                             |
|                                | Schonen                     | Schweden                                          | Schonen                                       | -                                | Landskap                    |                                                                             |
| Beschreibung                   | Schramberg                  | Deutschland                                       | Baden-Württemberg                             | Rottweil                         | Stadt                       |                                                                             |
| Beschreibung                   | Schwabbruck                 | Deutschland                                       | Bayern                                        | Weilheim-Schongau                | Gemeinde                    | mit Greifenlöwe                                                             |
| Beschreibung                   | Schwedt                     | Deutschland                                       | Brandenburg                                   | Uckermark                        | Stadt                       |                                                                             |
|                                | Sianów                      | Polen                                             | Westpommern                                   | Koszaliński                      | Stadt                       |                                                                             |
|                                | Skåne län                   | Schweden                                          | Schonen                                       | -                                | Län                         |                                                                             |
|                                | Sławno                      | Polen                                             | Westpommern                                   | Sławieński                       | Stadt                       |                                                                             |
|                                | Sławno (Pow.)               | Polen                                             | Westpommern                                   | Sławieński                       | Powiat                      |                                                                             |
|                                | Sławno (Gmina)              | Polen                                             | Westpommern                                   | Sławieński                       | Landgemeinde                |                                                                             |
|                                | Słupsk                      | Polen                                             | Westpommern                                   | Słupski                          | Stadt                       |                                                                             |
|                                | Słupsk (Pow.)               | Polen                                             | Westpommern                                   | Słupski                          | Powiat                      |                                                                             |
|                                | Södermanland                | Schweden                                          | Södermanland                                  | -                                | Landskap                    |                                                                             |
|                                | Södermanlands län           | Schweden                                          | -                                             | (Nyköping)                       | Län                         |                                                                             |
|                                | Srokowo                     | Polen                                             | Ermland-Masuren                               | Kętrzyński                       | Dorf                        |                                                                             |
|                                | Stare Czarnowo              | Polen                                             | Westpommern                                   | Gryfiński                        | Stadt                       |                                                                             |
|                                | Stargard                    | Polen                                             | Westpommern                                   | Stargardzki                      | Stadt                       |                                                                             |
|                                | Stargard (Pow.)             | Polen                                             | Westpommern                                   | Stargardzki                      | Powiat                      |                                                                             |
| Wappen bis 2015                | Stargard (Gmina)            | Polen                                             | Westpommern                                   | Stargardzki                      | Landgemeinde                |                                                                             |
|                                | Steingaden                  | Deutschland                                       | Bayern                                        | Weilheim-Schongau                | Gemeinde                    |                                                                             |
|                                | Stockholms län              | Schweden                                          | Stockholms län                                | Großstockholm                    | Län                         |                                                                             |
|                                | Studzienice                 | Polen                                             | Pommern                                       | Bytów                            | Gemeinde                    |                                                                             |
| Beschreibung                   | Świdnica                    | Polen                                             | Niederschlesien                               | Świdnicki                        | Stadt                       |                                                                             |
|                                | Świdnica (Gmina)            | Polen                                             | Niederschlesien                               | Świdnicki                        | Landgemeinde                |                                                                             |
|                                | Świnoujście                 | Polen                                             | Westpommern                                   | Stadtkreis                       | Stadt                       |                                                                             |
| Beschreibung                   | Stettin                     | Polen                                             | Westpommern                                   | Hauptstadt                       | Stadt                       |                                                                             |
|                                | Szczecinek                  | Polen                                             | Westpommern                                   | Szczecinecki                     | Stadt                       |                                                                             |
|                                | Szczecinek (Powiat)         | Polen                                             | Westpommern                                   | Szczecinecki                     | Powiat                      |                                                                             |
|                                | Szczecinek (Gmina)          | Polen                                             | Westpommern                                   | Szczecinecki                     | Landgemeinde                |                                                                             |
|                                | Tczew                       | Polen                                             | Pommern                                       | Tczewski                         | Stadt                       |                                                                             |
|                                | Tczew (Powiat)              | Polen                                             | Pommern                                       | Tczewski                         | Powiat                      |                                                                             |
|                                | Tczew (Gmina)               | Polen                                             | Pommern                                       | Tczewski                         | Landgemeinde                |                                                                             |
|                                | Tomaszowski (Powiat)        | Polen                                             | Lublin                                        | Tomaszów Lubelski                | Powiat                      |                                                                             |
| Beschreibung                   | Torgelow                    | Deutschland                                       | Mecklenburg-Vorpommern                        | Vorpommern-Greifswald            | Stadt                       |                                                                             |
| Beschreibung                   | Trebesing                   | Österreich                                        | Kärnten                                       | Spittal an der Drau              | Gemeinde                    |                                                                             |
| Beschreibung                   | Tribsees                    | Deutschland                                       | Mecklenburg-Vorpommern                        | Vorpommern-Rügen                 | Stadt                       |                                                                             |
|                                | Troms                       | Norwegen                                          | –                                             | –                                | ehemalige Provinz           |                                                                             |
|                                | Trzebiatów                  | Polen                                             | Westpommern                                   | Gryficki                         | Stadt                       |                                                                             |
|                                | Trzebielino                 | Polen                                             | Pommern                                       | Bytów                            | Gemeinde                    |                                                                             |
|                                | Tucholski                   | Polen                                             | Woiwodschaft Kujawien-Pommern                 | Tucholski                        | Powiat                      | Halb Adler, halb Fischgreif                                                 |
|                                | Tumeltsham                  | Österreich                                        | Oberösterreich                                | Ried im Innkreis                 | Gemeinde                    |                                                                             |
| Beschreibung                   | Uecker-Randow               | Deutschland                                       | Mecklenburg-Vorpommern                        | Pasewalk                         | ehemaliger Landkreis        |                                                                             |
| Beschreibung                   | Ueckermünde                 | Deutschland                                       | Mecklenburg-Vorpommern                        | Vorpommern-Greifswald            | Stadt                       |                                                                             |
| Beschreibung                   | Uckermark                   | Deutschland                                       | Brandenburg                                   | Prenzlau                         | Landkreis                   |                                                                             |
|                                | Uhlwiller                   | Frankreich                                        | Grand Est                                     | Bas-Rhin                         | Gemeinde                    |                                                                             |
|                                | Untersteinach               | Deutschland                                       | Bayern                                        | Kulmbach                         | Gemeinde                    |                                                                             |
|                                | Ustronie Morskie            | Polen                                             | Westpommern                                   | Kołobrzeski                      | Stadt                       |                                                                             |
|                                | Vidzeme                     | Lettland                                          | Vidzeme                                       | -                                | Region                      |                                                                             |
| Beschreibung                   | Vorpommern-Greifswald       | Deutschland                                       | Mecklenburg-Vorpommern                        | Greifswald                       | Landkreis                   |                                                                             |
| Beschreibung                   | Vorpommern-Rügen            | Deutschland                                       | Mecklenburg-Vorpommern                        | Stralsund                        | Landkreis                   |                                                                             |
|                                | Wackerow                    | Deutschland                                       | Mecklenburg-Vorpommern                        | Vorpommern-Greifswald            | Gemeinde                    |                                                                             |
| Beschreibung                   | Wagenhoff                   | Deutschland                                       | Niedersachsen                                 | Gifhorn                          | Gemeinde                    |                                                                             |
| Beschreibung                   | Wallerfing                  | Deutschland                                       | Bayern                                        | Deggendorf                       | Gemeinde                    |                                                                             |
| Beschreibung                   | Weichering                  | Deutschland                                       | Bayern                                        | Neuburg-Schrobenhausen           | Gemeinde                    |                                                                             |
|                                | Welsede                     | Deutschland                                       | Niedersachsen                                 | Hameln-Pyrmont                   | Gemeindeteil                |                                                                             |
|                                | Wejherowo Pow.              | Polen                                             | Pommern                                       | Wejherowo                        | Powiat                      |                                                                             |
|                                | Westpommern                 | Polen                                             | Westpommern                                   | -                                | Woiwodschaft                |                                                                             |
| Beschreibung                   | Windhaag                    | Österreich                                        | Oberösterreich                                | Perg                             | Gemeinde                    |                                                                             |
|                                | Wodzisławsko Pow.           | Polen                                             | Schlesien                                     | Wodzisław Śląski                 | Powiat                      |                                                                             |
| Beschreibung                   | Wolgast                     | Deutschland                                       | Mecklenburg-Vorpommern                        | Vorpommern-Greifswald            | Stadt                       |                                                                             |
|                                | Wolin                       | Polen                                             | Westpommern                                   | Kamieński                        | Stadt                       |                                                                             |
|                                | Wolphaartsdijk              | Niederlande                                       | Zeeland                                       | -                                | Dorf                        |                                                                             |
|                                | Volterra                    | Italien                                           | Toskana                                       | Pisa                             | Stadt                       |                                                                             |
|                                | Zabierzów                   | Polen                                             | Kleinpolen                                    | Krakowski                        | Stadt                       |                                                                             |
| Beschreibung                   | Zingst                      | Deutschland                                       | Mecklenburg-Vorpommern                        | Vorpommern-Rügen                 | Gemeinde                    |                                                                             |

Landkreis Rostock (1933–1952)

### Greif als Schildhalter
| Wappen       | Ort / Gebiet          | Staat                 | Bundesland              | Kreis                   | Status                                               | Verwendung                                 |
| ------------ | --------------------- | --------------------- | ----------------------- | ----------------------- | ---------------------------------------------------- | ------------------------------------------ |
|              | Alessandria           | Italien               | Piemont                 | Alessandria             | Stadt                                                | aktuell                                    |
|              | Provinz Antwerpen     | Belgien               | -                       | -                       | Provinz                                              | seit Ende des 20. Jahrhunderts             |
|              | Freistaat Baden       | Deutschland           | –                       | –                       | Land                                                 | 1918 bis 1945                              |
| Beschreibung | Land Baden (Südbaden) | Deutschland           | –                       | –                       | Land                                                 | 1945 bis 1952                              |
| Beschreibung | Baden-Württemberg     | Deutschland           | Baden-Württemberg       | –                       | Bundesland                                           | seit 1954                                  |
|              | Białystok             | Polen                 | Woiwodschaft Podlachien | –                       | Stadt                                                |                                            |
|              | Budapest              | Ungarn                | (Hauptstadt)            |                         | Einheitsgemeinde                                     |                                            |
|              | Diest                 | Belgien               | Flämisch-Brabant        | Löwen                   | Gemeinde                                             | seit 1824                                  |
|              | Dordrecht             | Niederlande           | Südholland              | –                       | Gemeinde                                             | seit dem 15. Jh.                           |
|              | Elek                  | Ungarn                | Békés                   | Gyula                   | Stadt                                                |                                            |
|              | Genua                 | Italien               | Ligurien                | –                       | Stadt, siehe auch Wappen der Metropolitanstadt Genua |                                            |
|              | Göta-Kanal            | Schweden              | Götaland                | –                       | Wappen des Kanals                                    |                                            |
|              | Heemstede             | Niederlande           | Nordholland             | –                       | Gemeinde                                             | seit dem 26. Juni 1816                     |
| Beschreibung | Lettland              | Lettland              | –                       | –                       | Staat                                                | seit 1918/1991                             |
|              | Mechelen              | Belgien               | Antwerpen               | -                       | Stadt                                                | seit 1490                                  |
| Beschreibung | Mecklenburg           | Deutschland           | –                       | –                       | Region                                               |                                            |
|              | Mecklenburg-Schwerin  | Herzogtum Mecklenburg | –                       | –                       | (Teil-)Herzogtum                                     | 1701–1918                                  |
|              | Mecklenburg-Strelitz  | Herzogtum Mecklenburg | –                       | –                       | (Teil-)Herzogtum                                     | 1701–1918                                  |
|              | Miskolc               | Ungarn                | Nordungarn              | Borsod-Abaúj-Zemplén    | Stadt                                                |                                            |
|              | Pustomyty             | Ukraine               | Galizien                | Oblast Lwiw             | ehemaliger Rajon                                     | 1959–2020                                  |
|              | Rapallo               | Italien               | Ligurien                | Metropolitanstadt Genua | Stadt                                                |                                            |
| Beschreibung | Stade                 | Deutschland           | Niedersachsen           | Stade                   | Stadt                                                |                                            |
| Beschreibung | Stralsund             | Deutschland           | Mecklenburg-Vorpommern  | Vorpommern-Rügen        | Stadt                                                | 1720–1938                                  |
|              | Vlaardingen           | Niederlande           | Südholland              | –                       | Gemeinde                                             |                                            |
|              | Władysławowo          | Polen                 | Pommern                 | Puck                    | Stadt                                                |                                            |
|              | –                     | Österreich-Ungarn     | –                       | –                       | Staat                                                | 1815–1918 als mittleres gemeinsames Wappen |
|              | –                     | Österreich-Ungarn     | –                       | –                       | Franz Joseph I.                                      | 1848–1916 als Kaiser von Österreich        |

## Symbole mit einem Greif

### Druckwesen und Verlage
Der Greif findet sich
- im Wappen der Buchdrucker und auf dem Gautschbrief
- Verlag Klett-Cotta (und die Vorgängerin Cotta’sche Verlagsbuchhandlung), Stuttgart
- Verlag C.H. Beck
- Verlag F. A. Brockhaus und Marke Brockhaus (seit 1858).
- im Titel von Badischer Zeitung (Freiburg) und Badischen Neuesten Nachrichten (Karlsruhe)

### Sportvereine
| Symbol         | Verein               | Land (Staat)    | Bundesland             | Status                     | Verwendung von–bis                                  |
| -------------- | -------------------- | --------------- | ---------------------- | -------------------------- | --------------------------------------------------- |
|                | SC Freiburg          | Deutschland     | Baden-Württemberg      | Fußballverein              |                                                     |
|                | CFC Genua            | Italien         | Ligurien               | Fußballverein              |                                                     |
|                | Greifswalder FC      | Deutschland     | Mecklenburg-Vorpommern | Fußballverein              | seit 2015, siehe auch weitere Vereine in Greifswald |
| seit 1964      | SC Empor Rostock     | Deutschland     | Mecklenburg-Vorpommern | Sportverein                | 1959–1999                                           |
| [ 1 ]          | HC Empor Rostock     | Deutschland     | Mecklenburg-Vorpommern | Handballverein             |                                                     |
| seit 2009      | Hansa Rostock        | Deutschland     | Mecklenburg-Vorpommern | Fußballverein              | seit 1965                                           |
| 1902–1930      | Stettiner FC Titania | Deutsches Reich | Provinz Pommern        | ehemaliger Fußballverein   | 1902–1930 (Konkurs)                                 |
| 1847/1912–1945 | Stettiner Turnverein | Deutsches Reich | Provinz Pommern        | ehemalige Fußballabteilung | 1847/1912–1945                                      |
| 1990–2008      | Torgelower SV Greif  | Deutschland     | Mecklenburg-Vorpommern | Sportverein                | bis 2014                                            |
| seit 2014      | Torgelower FC Greif  | Deutschland     | Mecklenburg-Vorpommern | Fußballverein              | seit 2014                                           |

### Kraftfahrzeughersteller
| Marke          | Hersteller  | Land (Staat)   | Anmerkung | Verwendung von–bis |
| -------------- | ----------- | -------------- | --- | ------------------ |
|                | Baronia     | Deutschland    | |                    |
| 1930er Jahre   | Bedford     | Großbritannien | entsprach dem Vauxhall-Logo (siehe unten) | 1930 bis 1986      |
|                | Gumpert     | Deutschland    | |                    |
|                | Gritzner    | Deutschland    | |                    |
|                | Iso Rivolta | Italien        | | bis 1974           |
|                | Saab        | Schweden       | Saab Automobile übernahm das Wappentier von Scania, durch die von 1969 bis 1995 anhaltende Fusion seines damaligen Mutterkonzerns Saab mit dem Nutzfahrzeughersteller Scania | seit 1969          |
|                | Scania      | Schweden       | |                    |
| aktuelles Logo | Vauxhall    | Großbritannien | |                    |

### Sonstiges

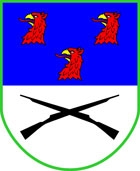
Wappen des Panzergrenadierbataillons 411

Greifen werden außerdem verwendet von:
- SC Freiburg
- Brauereien Ganter in Freiburg/Brsg und Greif in Forchheim[3]
- Panzergrenadierbrigade 41 der Bundeswehr
- Unterstützungskommando (Bayern)
- Guardia di Finanza
- 91ª Squadriglia degli Assi am Militärflugplatz Grazzanise
- Midland Bank, London

und sind auf den kleinen Euromünzen Lettlands zu finden.
Das Wappentier der Organisation Wandervogel ist ein stilisierter Graureiher, der nur „Greif“ heißt.